# Iraia
Iraia (grec: Ηραία) és una unitat de població del Peloponnès situada a la unitat perifèrica d'Arcàdia, a Grècia, que rep el nom de l'antiga ciutat d'Herea. Fins a 2011 conformà un municipi, però a partir de la reforma del govern local es va convertir en una unitat municipal del municipi de Gortynia. La unitat municipal té una superfície de 144.002 km². Consta de 27 llogarets, amb una població de 1.552 habitants (2011). La seu de la unitat municipal és a Paluba. La regió fou coneguda en els darrers temps pels treballadors de la construcció (mastori) que provenien dels pobles de Servos i Lissarea. .
L'any 1933 el cineasta Costa-Gavras va néixer a la localitat de Loutra Iraias, dins de l'antic terme d'Iraia.

## Localitats
Iraia està formada per les següents localitats:
| Poble                         | Llogaret                      | Població (2011) |
| ----------------------------- | ----------------------------- | --------------- |
| Ágios Ioánnis Archaías Iraías | Ágios Ioánnis Archaías Iraías | 49              |
| Aráchova                      | Aráchova                      | 208             |
| Chrysochóri                   | Chrysochóri                   | 95              |
| Kakouraíika                   | Kakouraíika                   | 104             |
| Kokkinorráchi                 | Kokkinorráchi                 | 21              |
| Kokkorás                      | Bardáki                       | 7               |
| Kokkorás                      | Kokkorás                      | 62              |
| Liodora                       | Liodora                       | 68              |
| Loutra Iraias                 | Agionéri                      | 52              |
| Loutra Iraias                 | Iamatikés Pigés               | 80              |
| Loutra Iraias                 | Litharós                      | 16              |
| Loutra Iraias                 | Lótis                         | 44              |
| Loutra Iraias                 | Loutrá                        | 17              |
| Loutra Iraias                 | Parnassós                     | 19              |
| Likoúresis                    | Lykoúresis                    | 8               |
| Lissarea                      | Lissarea                      | 68              |
| Óchthia                       | Óchthia                       | 54              |
| Paloumpa                      | Paloúmpa                      | 96              |
| Paloumpa                      | Pappadás                      | 11              |
| Paloumpa                      | Sarlaíika                     | 13              |
| Psári                         | Psári                         | 89              |
| Pyrrís                        | Pyrrís                        | 88              |
| Ráftis                        | Agálo                         | 15              |
| Ráftis                        | Ráftis                        | 92              |
| Sarakíni                      | Sarakíni                      | 68              |
| Sérvos                        | Arápides                      | 7               |
| Sérvos                        | Sérvos                        | 101             |
| Total: 1552                   |                               |                 |